# França nos Jogos Olímpicos de Inverno de 1928
A França participou dos Jogos Olímpicos de Inverno de 1928 em St. Moritz, na Suíça.
A equipe olímpica francesa trouxe apenas uma medalha, de ouro. Ficou em quinto lugar no quadro geral de medalhas.

## Lista de medalhas francesas

### Medalhas de ouro
| Esporte              | Modalidade | Atleta                    | Performance |
| Medalhas de ouro : 1 |            |                           |             |
| Patinação artística  | Duplas     | Andrée Joly Pierre Brunet |             |

### Medalhas de prata
| Esporte               | Modalidade | Atleta | Performance |
| Medalhas de prata : 0 |            |        |             |

### Medalhas de bronze
| Esporte                | Modalidade | Atleta | Performance |
| Medalhas de bronze : 0 |            |        |             |